# ويليام س. شوارتز
ويليام س. شوارتز (بالإنجليزية: William C. Schwartz)‏ هو فيزيائي أمريكي، ولد في 25 مارس 1927، وتوفي في 23 يوليو 2000.